# Palauborrell
Palauborrell es una entidad de población española del municipio de Viladamat, perteneciente a la provincia de Gerona, en la comunidad autónoma de Cataluña.

## Toponimia
El nombre del lugar puede encontrarse mencionado con las grafías Palauborrel y Palauborrell.

## Historia
A mediados del siglo XIX, la aldea, perteneciente ya por entonces a Viladamat, tenía contabilizada una población de 27 habitantes. Aparece descrita en el decimosegundo volumen del Diccionario geográfico-estadístico-histórico de España y sus posesiones de Ultramar de Pascual Madoz de la siguiente manera:

PALAUBORREL: ald. en la prov., part. jud. y dióc. de Gerona, aud. terr. y c. g. de Barcelona, ayunt. de Vilademat, de cuya parr. es aneja la que tiene bajo el título de Sta. Eulalia. pobl.: 5 vec., 27 alm. cap. prod.: 1.048,400 rs. imp.: 26,210.
(Madoz, 1849, p. 531)

En 2023 la entidad singular de población de Palauborrell tenía empadronados 8 habitantes.

## Patrimonio
En el lugar hay una iglesia bajo la advocación de Santa Eulalia.